# Île de la Tortue (mythe nord-amérindien)

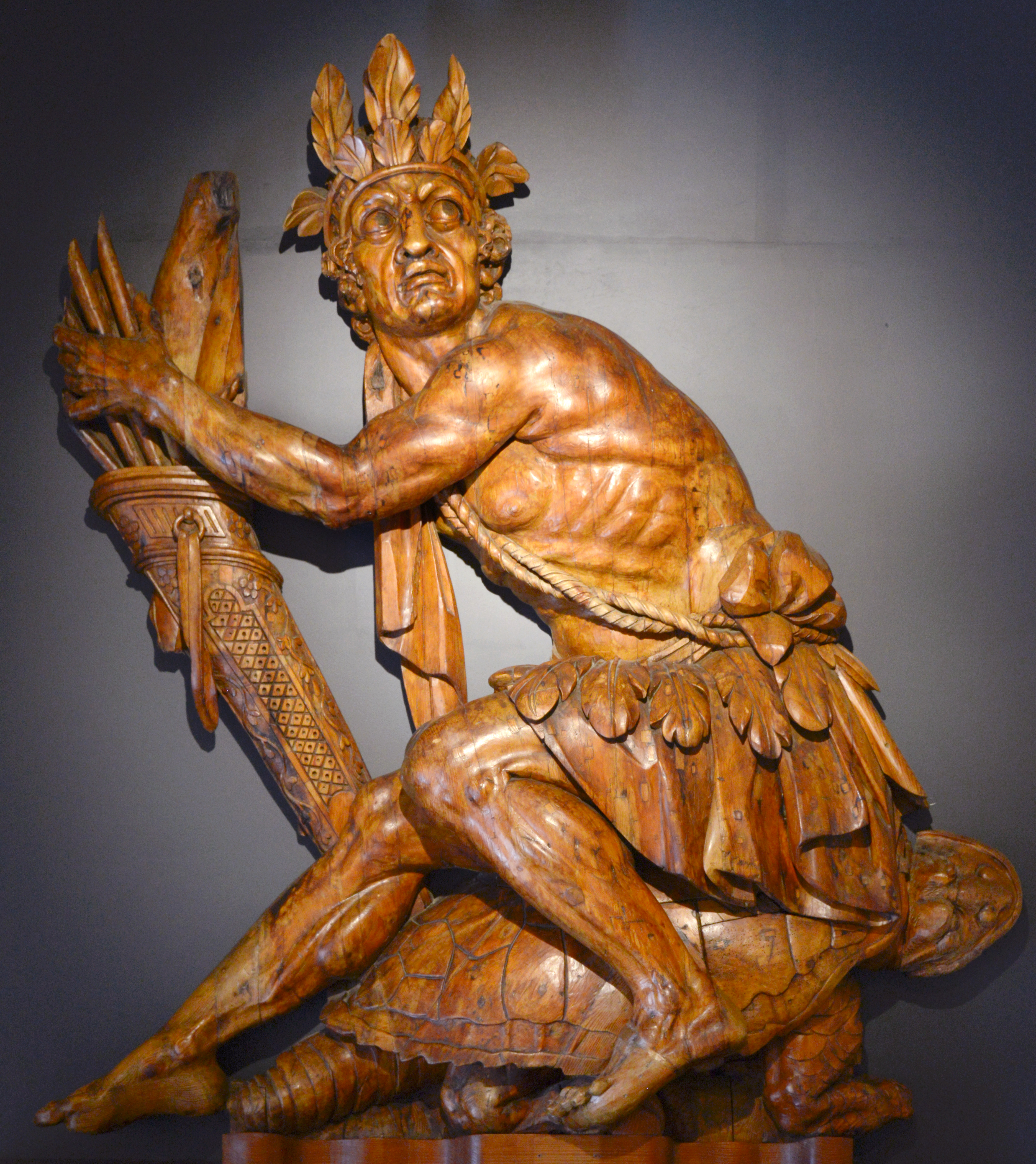
Iroquois à la tortue. Figure de poupe d'un bateau. Musée de la marine à Brest. (1780-1820).

Pour les articles homonymes, voir Île de la Tortue (homonymie).
L'Île de la Tortue est une façon de désigner la Terre dans les récits de la création de certains peuples premiers du Canada et des États-Unis, notamment chez les Iroquois, les Lenapes, les Sioux et les Hurons. Des variantes de ce mythe se retrouvent chez de nombreux peuples altaïques, turcs ou mongols d'Asie Centrale, tels les Bouriates, les Dörbötes et les Kalmouks. Mais il ne se trouve pas chez les Haïdas, qui peuplent l'Ouest du Canada.
Le grand mythe de la Création est raconté en fragments et il n'en existe pas de version unifiée, chaque clan apportant des variations auxquelles s'ajoutent les variantes personnelles inventées par le raconteur sous l'inspiration du moment. Les éléments communs sont ainsi résumés par le Dictionnaire des symboles : « La Grand-Mère des hommes tombe du ciel sur la mer; il n'y avait alors pas de terre. La tortue recueille la Grand-Mère sur son dos que le rat musqué recouvre de vase ramenée du fond de l'océan. Ainsi se forme peu à peu sur le dos de la tortue la première île, qui deviendra la terre tout entière. »
L'expression « île de la Tortue » est parfois utilisée dans la langue courante pour désigner le continent américain afin de reconnaître l'antériorité des Autochtones sur celui-ci.

## Lenapes
Chez les Lenapes, installés sur la côte est des États-Unis, le récit de la Grande Tortue a été recueilli pour la première fois en 1679, par un voyageur hollandais auprès d'un Autochtone du Delaware âgé de 80 ans qu'il questionnait sur ses origines. Le récit se limite à l'essentiel : 

« Le vieil Indien dessina un cercle, un peu ovale, auquel il ajouta quatre pattes, une tête et une queue. « Ceci, dit-il, est une tortue avec de l'eau tout autour d'elle » et il déplaça sa main à l'entour du dessin, ajoutant « Tout était de l'eau, au début, quand la tortue commença à dresser son dos rond et émergea de l'eau et la terre devint sèche.» Il prit alors une petite paille et la mit au milieu du dessin et continua: « La terre était maintenant sèche et un arbre a poussé au milieu de la terre et la racine de cet arbre a fait pousser un rejeton à côté et là-dessus a grandi un homme, qui fut le premier mâle. Cet homme était seul et serait resté tel, mais l'arbre s'est penché au-dessus de lui jusqu'à ce que son sommet touche la terre, et là sortit une autre racine d'où vint un autre rejeton et là-dessus a grandi la femme. D'eux sont nés tous les hommes. »

Le mythe est raconté sous une autre forme par le missionnaire Louis Hennepin, à la suite de son séjour en Nouvelle-France entre 1675 et 1682, durant lequel il a fréquenté des Hurons, des Iroquois et des Sioux : 

« une femme descendit du ciel, et demeura quelque temps à voltiger en l'air, sans pouvoir trouver où mettre le pied: les poissons de la mer en ayant compassion, tinrent conseil pour délibérer lequel d'entre eux la recevrait; la Tortue se présenta et offrit son dos au dessus de l'eau, cette femme s'y vint reposer et y fit sa demeure. Les immondices de la mer s'étant ramassées autour de cette tortue, il s'y forma dans la suite une grande étendue de terre, qui fait présentement l'Amérique. Mais comme la solitude ne plaisait point nullement à cette femme, qui s'ennuyait de n'avoir personne avec qui elle peut s'entretenir, pour passer un peu plus agréablement la vie qu'elle ne faisait; il descendit d'en haut un esprit qui la trouva endormie de chagrin, il s'approcha d'elle imperceptiblement et luy fit deux fils, qui lui sortirent par le côté; ces deux enfants ne purent jamais par la suite du temps s'accorder ensemble, parce que l'un était meilleur chasseur que l'autre: ils avaient tous les jours quelques démêlés ensemble, et ils en vinrent à une telle extrémité qu'ils ne purent nullement se souffrir l'un l'autre; surtout il y en avait un qui était d'une humeur farouche, il portait une envie mortelle à son frère, qui avait le naturel tout à fait doux: celui-ci ne pouvant plus souffrir le mauvais traitement qu'il en recevait continuellement, fut enfin obligé de se séparer de lui, et de se retirer au Ciel, d'où pour marque de son juste ressentiment, il fait de temps en temps gronder le tonnerre sur la tête de son malheureux frère; quelque temps après, l'esprit descendit encore à cette femme et lui fit une fille, de laquelle est venu un si grand peuple, qui occupe présentement une des plus grande partie du monde. »

## Iroquois

### Version de Lafitau (1724)
Dans la version publiée par le père jésuite Joseph-François Lafitau en 1724, il y avait six hommes dans l'espace; la femme du Ciel se laisse séduire par l'un d'eux près d'un arbre et est en conséquence chassée du ciel. Comme on le voit dans la version qu'il donne du mythe, Lafitau y « décèle le récit de la faute originelle selon la Genèse ». Par là, il espère « prouver  que  les  déesses  et  dieux  païens  tirent  tous   leur  origine  d'Adam  et  Ève,  au  moment   de  la  Chute,  et  de  leur  expulsion  du  Jardin  d'Eden. »

« Voici comment les Iroquois racontent l'origine de la Terre & la leur.Dans le commencement il y avait, disent-ils, six hommes; (les Peuples du Pérou & du Brésil conviennent d’un pareil nombre.) D'où étaient venus ces hommes ? C’est ce qu'ils ne savent pas. Il n'y avait point encore de terre, ils erraient au gré du vent, ils n’avaient point non plus de femmes, & ils sentaient bien que leur race allait périr avec eux. Enfin ils apprirent, je ne sais où, qu'il y en avait une dans le Ciel. Ayant tenu conseil ensemble, il fut résolu que l’un d’eux, nommé Hogouaho ou le Loup, s’y transporterait. L’entreprise paraissait impossible, mais les oiseaux du Ciel de concert ensemble, l'y élevèrent ; en lui faisant un siège de leur corps, & se soutenant les uns les autres. Lorsqu’il y fut arrivé, il attendit au pied d’un arbre que cette femme sortit à son ordinaire pour aller puiser de l'eau à une fontaine voisine du lieu où il s’était arrêté. La femme ne manqua point de venir selon sa coutume. L'homme qui l’attendait, lia conversation avec elle, & il lui fit un présent de graisse d'Ours, dont il lui donna à manger : Femme curieuse qui aime à causer, & qui reçoit des présents, ne dispute pas longtemps la victoire.  Celle-ci était faible dans le Ciel même, elle se laissa séduire. Le maître du Ciel s’en aperçût, & dans sa colère il la chassa & la précipita : mais dans sa chute la Tortue la reçût sur son dos ; sur lequel la Loutre & les poissons puisant de l'argile au fonds des eaux, formèrent une petite île qui s’accrut peu à peu, & s’étendit dans la forme où nous voyons la terre aujourd’hui. Cette femme eut deux enfants qui se battirent ensemble ; ils avaient des armes inégales dont ils ne connaissaient point la force, celles de l’un étaient offensives, & celles de l’autre n’étaient point capables de nuire, de sorte que celui-là fut tué sans peine. 

De cette femme sont descendus tous les autres hommes par une longue suite de générations, & c'est un événement aussi singulier qui a servi, disent-ils, de fondement à la distinction des trois familles Iroquoises et Huronnes, du Loup, de l'Ours & de la Tortue, lesquelles dans leurs noms font comme une tradition vivante, qui met devant leurs yeux leur histoire des premiers temps. »

### Version de Converse & Parker (1908)
Dans cette version, la terre résulte de la pensée du chef d'une grande île flottant dans l'espace et qui était un endroit de paix permanente. Le chef dit à son peuple qu'il allait faire un nouvel endroit où pourrait vivre un autre peuple. Ayant déraciné un arbre ancré dans le nuage, il demanda à Ata-en-Sic, la Femme Ciel qui était enceinte, de regarder la mer à travers le trou ainsi créé et il la poussa par l'ouverture en l'enveloppant dans un rayon de lumière. Pour la recevoir, les animaux décidèrent de créer un espace de terre. Plongeant au fond de la mer, le rat-musqué en rapporta de la vase qu'il déposa sur le dos de la tortue. Très vite, la terre s'étendit pour former une île et les oiseaux y déposèrent Ata-en-Sic. Celle-ci comprit alors que sa mission était de peupler cette île. Elle engendra des jumeaux, l'un paisible et patient, l'autre remuant et vicieux. Depuis lors, dans la culture iroquoise le continent américain est désigné comme « l'île de la Tortue ». En langue iroquoise, la tortue mythique est appelée Hah-nu-nah, tandis que l'animal commun se dit ha-no-wa.

### Version de Tom Porter (2008)
Dans le récit de Tom Porter, le mythe commence aussi dans le Ciel. Il y avait un arbre donnant une abondance de fruits différents. La Femme, qui était enceinte, demande à son mari d'aller cueillir des fruits. Celui-ci lui répond qu'ils n'ont pas le droit de toucher à cet arbre mais il s'y rend quand même et aperçoit un trou à la base de l'arbre. Effrayé, il rentre les mains vides. La femme s'y rend à son tour, regarde à travers le trou mais celui-ci s'agrandit et elle passe à travers. Elle atterrit sur les ailes d'un groupe de hérons ou d'oies sauvages qui la déposent sur le dos d'une tortue flottant sur l'océan. Comme elle tenait à la main une plante de fraisier, elle dit aux animaux qu'il lui faut de la terre pour la planter. Le castor et la loutre plongent pour ramener de la terre mais sans succès. Finalement, le rat musqué essaie lui aussi, en dépit de ses handicaps, et il ramène une poignée de terre que la femme place au milieu de la carapace. Et la terre commence à s'étendre pour former une très grande île.

## Emploi dans la langue courante
Des militants pour les droits des peuples autochtones désignent volontiers l'Amérique du Nord comme « l'île de la tortue » afin de modifier les perceptions communes en intégrant dans la langue du colonisateur une dénomination indigène. La mention de l'Île de la Tortue se retrouve ainsi chez des groupes musicaux et des écrivains, notamment dans le titre du recueil poétique Turtle Island de Gary Snyder, qui a gagné le Prix Pulitzer en 1975.

## Ouvrages cités
- Jean Chevalier et Alain Gheerbrant, Dictionnaire des symboles : Mythes, rêves, coutumes, gestes, formes, figures, couleurs, nombres, Paris, Robert Laffont, coll. « Bouquins », 1982 (lire en ligne)
- (en) Harriet Maxwell Converse et Arthur Caswell Parker, Myths and Legends of the New York State Iroquois, Albany, University of the State New York, 1908, 248 p. (lire en ligne)
- (en) Jasper Danckaerts et Peter Sluyter, Journal of Jasper Danckaerts ed. by Bartlett Burleigh James and J. Franklin Jameson, New York, Charles Scribner, 1913, 398 p. (lire en ligne)
- W.N. Fenton et E.L. Moore, « Lafitau et la pensée ethnologique de son temps », Études littéraires, no 10(1-2),‎ 1977, p. 19–47 (lire en ligne)
- (en) Bruce Elliott Johansen et Barbara Alice Mann, Encyclopedia of the Haudenosaunee (Iroquois Confederacy), Westport, Greenwood Press (lire en ligne)
- Joseph-François Lafitau, Mœurs des sauvages amériquains comparées aux mœurs des premiers temps, Paris, 1724 (lire en ligne)
- Robert Melançon, « 1724 • Joseph François Lafitau », dans Claude Corbo (dir.), Monuments intellectuels de la Nouvelle-France et du Québec ancien : Aux origines d’une tradition culturelle, Montréal, Presses de l’Université de Montréal (lire en ligne)
- (en) Tom Porter et Lesley Forrester (transcription), And Grandma Said : Iroquois Teachings, as passed down through the oral tradition, Philadelphie, Xlibris Corp, 2008, 470 p. (ISBN 9781436335652, lire en ligne)